# Браси (Сома)
Браси (фр. Brassy) насеље је и општина у североисточној Француској у региону Пикардија, у департману Сома која припада префектури Амјен.
По подацима из 2011. године у општини је живело 64 становника, а густина насељености је износила 26,56 становника/km². Општина се простире на површини од 2,41 km². Налази се на средњој надморској висини од 184 метара (максималној 187 m, а минималној 129 m).

## Демографија
| 1962. | 1968. | 1975. | 1982. | 1990. | 1999. | 2011. |
| ----- | ----- | ----- | ----- | ----- | ----- | ----- |
| 40    | 50    | 46    | 56    | 52    | 51    | 64    |

График промене броја становника у току последњих година